# RoboCop 3 (videogioco)
RoboCop 3 è un videogioco del 1993 pubblicato dalla Ocean Software. Il videogioco è basato sull'omonimo film. Le versioni per Amiga, ST e MS-DOS sono state sviluppate dalla Digital Image Design e sono rinomate e acclamate per il motore grafico 3D utilizzato. Il videogioco alterna sequenze di guida in prima persona a sequenze sparatutto sempre visuale in prima persona, oltre che sequenze di volo. Fra un livello di gioco ed il successivo vengono mostrate delle sequenze che illustrano la storia del film, e collegano fra loro i vari livelli.